# ألفارو مارتينيز
ألفارو مارتينيز (بالإسبانية: Álvaro Martínez Aginaga) هو لاعب كرة قدم إسباني، ولد في 9 فبراير 1979 في Ayegui – Aiegi ‏ في إسبانيا. لعب مع أتلتيك بيلباو ب ونادي أليكانتي ونادي إيبار ونادي باراكالدو ونادي باسكونيا ونادي سيستاو ريفر.

## وصلات خارجية
- ألفارو مارتينيز على موقع قاعدة بيانات كرة القدم.إي يو (الإنجليزية)
- ألفارو مارتينيز على موقع Soccerway.com (الإنجليزية)